# حوزه انتخابیه اول ویسکانسین
حوزه انتخابیه اول ویسکانسین یک حوزه انتخابیه مجلس نمایندگان آمریکا است که در ایالت ویسکانسین قرار دارد.